# Desmond Child

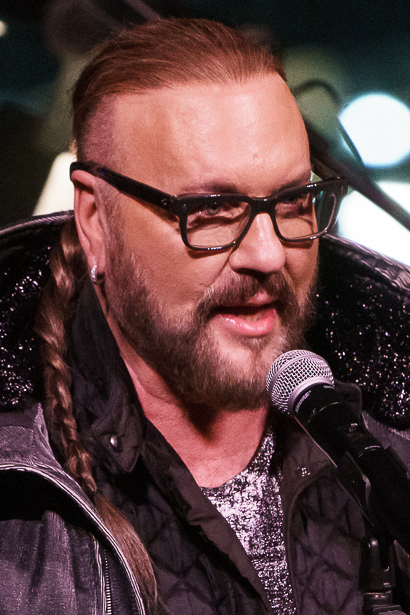

Desmond Child, pseudonimo di John Charles Barrett (Miami, 28 ottobre 1953), è un produttore discografico e compositore statunitense, membro della Songwriters Hall of Fame.

## Biografia
Fra i suoi successi come compositore si ricordano I Hate Myself for Loving You (Joan Jett), Livin' on a Prayer, Bad Medicine e You Give Love a Bad Name (Bon Jovi), Dude (Looks Like a Lady), Angel, What It Takes e Crazy (Aerosmith), I Was Made for Lovin' You (Kiss), Just Like Jesse James (Cher), She Bangs, La copa de la vida e Livin' la vida loca (Ricky Martin).
Desmond Child ha lavorato come produttore per decine di artisti di fama internazionale come Cher, Billie Myers, Michael Bolton, Cyndi Lauper, Aerosmith, Bon Jovi, Scorpions, Robbie Williams, Bonnie Tyler, Alice Cooper, Deep Purple, Kiss, Ricky Martin, Roxette, Vince Neil, Jesse McCartney, Sakis Rouvas, Kelly Clarkson, The Rasmus, Hilary Duff, Boyzone, Hanson, Jennifer Rush, Haddaway, Joss Stone, Lara Fabian, LeAnn Rimes, Lindsay Lohan, Mika, Paulina Rubio, Richie Sambora, Tina Arena e gli INXS, tra gli altri.
Presente come songwriter in numerosi album del panorama rock, hard rock, latino e pop. In ordine cronologico lo troviamo in :
KISS “Dynasty” (1979)  “I was made for loving you “
KISS “Asylum” (1985)  “Uh ! all night”, “King of the mountain”, “radar for love”, “I’m Alive”, “Who wants to be lonely”
BON JOVI “ Slippery when wet” (1986)  “You give love a bad name”, “Living on a prayer”, “Without love”
BONNIE TYLER “ Secret Dreams and forbidden fire” (1986) “Lovers again”, “If you were a woman (and I was a man)"
AEROSMITH “Permanent Vacation” (1987)  “Dude (looks like lady)”, “Angel”, “Heart’s done Time”
CHER “Cher” (1987)  “We all sleep alone”, “Perfection”, “working girl”, “main man”, “Give our love a fighting chance”
DALTON “The race is on” (1987)  “You’re not my lover (but you were last night)”
JENNIFER RUSH “Heart Overmind” (1987)  “Heart wars”, “Down to you”
JOHN WAITE “Rovers return” (1987)  “These times are hard for lovers”
KISS “Crazy nights” (1987)  “Bang bang you”, “My way”, “Reason to live”
MARIA VIDAL “S/t” (1987) “Do me Right”
BON JOVI “New Jersey” (1988) “Bad medicine”, “Born to be my baby”,”Blood on blood”, “wild is the wind”
BONNIE TYLER “Notes from America” (1988)  “Hide your heart”, “Save up all your tears”, “Notes from America”,”Take another look at your heart”
JIMMY BARNES “Freight train heart” (1988)  “Waiting for the heartache”, “Walk on”
JOAN JETT “Up your alley” (1988) “I hate myself for loving you”, “Little liar”,”You want it, I want out”
KISS “Samshes, thrashes, hits” (1988)  “Let’s put the X in sex”, “ You make me rock hard”
WITNESS “witness” (1988)  “You’re not my lover (but you were last night)”
PAUL DEAN “Hardcore” (1988)  “Sword and stone”
AEROSMITH “Pump” (1989)  “ What it takes”, “F.I.N.E”
BONFIRE “Pointblank” (1989)  “The price of loving you”
CHER “Heart of stone” (1989)  “Emotional fire”, “Just like Jesse james”, “Love on a rooftop”,”Does anybody really fall in love anymore”
ALICE COOPER “Trash” (1989) “Poison”, “Spark in the dark”, “House of fire”, “why trust you “, “Only my Heart is talking”, “Bed of nails”, “Trash”, “This maniacs in love with you”, “Hell is living without you”, “I’m your gun”
SHOCKER “The original soundtrack” (1989) “Shocker”, “No more Mr Nice Guy”, “Sword and stone”, “Timeless love”, “Shockdance”, “Love transfusion”
FM “Tough it out” (1989)  “Burning my heart down”, “Bad luck”
KISS “Hot in the shade” (1989)  “Hide your heart”, “You love me to hate you”
MICHAEL BOLTON “ Soul provider” (1989)  “Love cuts deep”, “How can we be lovers”
ROBIN BECK “Trouble or nothing” (1989)  “Hide your heart”, “ Save up all your tears”, “Hold back the night”, “Tears in the rain”, “If You were a woman (and I was a man)”
SARAYA “Saraya” (1989)  “Timeless love”
BEGGARS AND THIEVES “ S/t” (1990) ”Love Junkie”
JIMMY BARNES “Two fires” (1990) “Let’s make it last all night”
RATT “Detonator” (1990)  “Shame shame shame”, “Lovin’ you is a dirty job”, “Scratch that itch”, “One step away”, “Hard time”, “Heads I win, tails you lose”, “All or nothing”, Can’t wait on love”, Top secret”, “Givin’ yourself away”
ALICE COOPER “ Hey Stoopid” (1991)  “Dangerous tonight”, “Might as well be on mars”, “It rained all night”
CHER “Love hurts” (1991)  “Save up all your tears”
MICHAEL BOLTON “Time, love and tenederness” (1991)  “New Love”, “Forever isn’t long enough”
RICHIE SAMBORA “Stranger in this town” (1991)  “Rosie”, “Father time”
SOUTHGANG “Tainted angel” (1991)  “Boys night out”, “Love for sale”, “Georgia lights”, “Love ain’t Enough”, ”Tainted angel”,”Groove bucket”, “Aim for the heart”, ”Big City woman”, ”Shoot me down”, ”Russian Roulette”
KANE ROBERTS ”Saints and sinners” (1991)  : “Wild nights”, “Twisted”, “Does anybody really fall in love anymore?”, “Dance Little sister”, “Rebel heart”, “You always want it”, “Fighter”, “I’m not looking for an Angel”, “Too far gone”, “It’s only over for you”
BON JOVI “Keep the faith” (1992)  “Keep the faith”, “I’ll sleep when I’m dead”
MITCH MALLOY “S/T” (1992) “Music box”, “Cowboy and the ballerina”
AEROSMITH “Get a grip” (1993)  “Crazy”, “Flesh”
MICHEAL BOLTON “The one Thing” (1993) “The one thing”, “In the arms of love”
STEVE VAI “Sex and Religion” (1993) “In my dreams with you “
JOAN JETT “Pure and simple” (1994)  “Brighter day”, “You got a problem”, “As I am”
JIMMY MARTIN “Kids on the rockin’ nation” (1994)  “Hold on the night”, “Drivin’ through the pourin rain”
BON JOVI “ These days” (1995)  “Something for the pain”, “This ain’t a love song”, “Diamond ring”, “Hearts breaking even”
JOAN JETT “Evil stig” (1995)  “You got a problem”
ROBBIE WILLIAMS "Life thru a lens" (1997) "Old I before I die"
AEROSMITH “Nine lives” (1997)  “Hole in my soul”, “Ain’t that a bitch”
ALANNAH MYLES “Arrival” (1997)  “Bad for you”
CINDERELLA “Once upon a…” (1997)  “War stories”
DREAM THEATER “Falling into infinity” (1997)  “You not me”
CHICAGO "The heart of Chicago" (1998)  "All roads lead to you"
BON JOVI “Crush” (2000)  “One wild night”
PHOENIX DOWN “Under a wild sky” (2000)  “You always want it”
BON JOVI “Bounce” (2002)  “Misunderstood”, “The distance”,”Hook me up”, “All about lovin’ you”
VINCE NEIL “Vh-1 remaking” (2004)  “Promise me”
BON JOVI “have a nice day” (2005)  “Bells of freedom”, “Dirty little secret”, “These open arms”
INXS "Switch" (2005) "Afterglow"
MEAT LOAF “Bat out of hell 3” (2006)  “Blind as a bat”, “The monster is loose”, “Monstro”, “If God could talk”, ”What about love”
PAUL STANLEY “Live to win” (2006)  “Live to win”, “lift”,”Wake up screaming”, “Where angels dare to fly”
BON JOVI “Lost highway” (2007)  “(You want to) make a memory”, “Walk like a man”
SCORPIONS “Humanity Hour 1” (2007)  “Hour1”, “The game of life”, “The future never dies”, “You’re lovin’me to death”, “Love will Keep us alive”, “321”, “Your last song”, “Cold”, “Love is war”, “The cross”, “Humanity”
SEBASTIAN BACH “Angel down” (2007)  “Falling into you”
THE RASMUS “Black Roses” (2008)  “Livin’ in a world without you”, “Ten black roses”, “Ghost of love”, “Justify”, “Your forgiveness”,”Run to you”, “You got it wrong”, “Lost and lonely”, “The fight”, “Dangerous kind”, “Live forever”, “Yesterday you threw away tomorrow”
BON JOVI “The circle” (2009)  “Fast cars”, “Happy now”, “Learn to love”, “Brokenpromise land”
MEAT LOAF “Hang cool teddy bear” (2010) “Elvis in Vegas”
ALICE COOPER “ Welcome 2 my nightmare” (2011) “I am made of you”, “Underture”
AEROSMITH “Music from another dimension” (2012)  “Another last goodbye”
BON JOVI “What about now” (2013)  “Army of one”
ZEDD "True colors" (2015) "Beautiful now"
Fra i suoi lavori più recenti vanno citate la produzione dell'album Bat Out of Hell III: The Monster Is Loose di Meat Loaf, i lavori del gruppo finlandese dei The Rasmus, ed alcuni brani della cantante statunitense Katy Perry.

## Discografia

### Desmond Child & Rouge
- 1978 - Desmond Child & Rouge
- 1979 - Runners in the Night

### Solista
- 1991 - Discipline